# عباس أبو الطوس
عباس مهدي أبو الطوس (1930 - 26 ديسمبر 1958) شاعر عراقي. ولد في مدينة كربلاء جنوبي العراق ونشأ بها. كان والده عاملًا بسيطًا امتهن نقش الأواني النحاسية، «الطوس» باللهجة العراقية، ولكن دفع عبّاس إلى التحصيل. فدرس في الكتاتيب وثقف نفسه عصاميًا فدرس أمهات كتب الأدبية واللغوية. برز بوصفه شاعرًا وطنيًا و معارضًا في السياسة، فاعتقل وسجن غير مرة حتى أصيب بروماتيزم القلب، مما أدى إلى وفاته شابًا عن عمر 28 عامًا. ترك عدة مجموعات شعرية مخطوطة. وقد اهتم سلمان هادي الطعمة بجمع دواوينه.

## سيرته
ولد عباس بن مهدي بن حمادي بن حسين أبو الطوس سنة 1350 هـ/ 1930 م في كربلاء بالمملكة العراقية ونشأ بها في عائلة بسيطة عرفت بآل أبي الطوس نسبة إلى والده الذي كان يصنع الأواني التي يُشرب بها الماء وتسمى بالعامية العراقية «طاسة» وجمعها «طوس». والده هو الذي دفع عباس إلى التحصيل. أنضم إلى الكتاتيب فدرس على عبد الكريم الكربلائي وتعلم القراءة والكتابة وهو في سن السادسة من عمره ثم درس عصاميًا فقرأ الآجرومية وشرح قطر الندى وبل الصدى ومغني اللبيب عن كتب الأعاريب وألفية ابن مالك والبيان والتبيين وجواهر البلاغة وتاريخ الإسلام، ثم دواوين الشعراء العرب. قصد النجف لإكمال دراسته ومكث فيها سنتين. ثم عاد إلى مسقط رأسه. وأخذ ينشر قصائده في الصحف والمجلات والمحلية منها: مجلة «رسالة الشرق» الكربلائية، وجريدة «شعلة الأهالي»، ومجلة «العرفان» اللبنانية.

عمل في بدايته بقالاً في سوق القصابين ثم ترك هذه المهنة لأنها لم تكن تناسب موهبته الأدبية وميوله، فعمل في مكتبة العروبة. ثم بدأ نشاطه السياسي. شارك في انتفاضة الوثبة (1948) والانتفاضة العراقية (1952)، واعتقل نتيجة معارضة. ظل متنقلًا بين سجون الكوت وبغداد وبعقوبة وغيرها، وقضى فترة عام ونصف العام مسجونًا، وتعرض للتعذيب.

ثم انضم إلى الحزب الوطني الديموقراطي برئاسة كامل الجادرجي. وعندما اندلع ثورة التحرير الجزائرية، نظم قصيدة في 1957 يحيي فيها ثوار الجزائريين. وبعد ثورة تموز العراقية، انشد لها وأشار إليها في قصائده.

## مرضه ووفاته
كان يعاني الكثير من الآلام النفسية الناتجة عن تعذيبه ومرض. وبينما كان يعيش افراح بانتصار ثورة 14 تموز 1958، اشتد عليه المرض، فلم يمهله ليعيش أطول. في مساء يوم 24 ديسمبر 1958 سقط فجأة على الأرض مغشيًا عليه، ونقل إلى المستشفى الحسيني بكربلاء، وبقي تحت رعاية الأطباء يومين كاميلين حتى توفي صباح يوم 26 ديسمبر (كانون الأوَّل)/ 15 جمادى الآخرة 1378. وشيع جثمانه من قبل اصدقائه ودفن في وادي كربلاء.

## في الأدب
كان شاعراً مكثراً فرغم عمره القصير إلا أنه ترك عدة مجموعات شعرية وقد جمع ديوانه كل من عبود جودي الحلي، وسلمان هادي الطعمة الذي قام بنشر هذه المجاميع سنة 2011 في ديوان واحد أسماه «الأعمال الشعرية الكاملة للشاعر عباس أبو الطوس» و قدَّم له وشرح مفرداته. يعد من أبرز شعراء كربلاء في عصره، كرّس شعره لقضاياه وطنه، لذلك كان في الطلعية المعارضين. إضافة إلى مدائحه ومراثيه لأهل البيت عرف بين اقرانه بالصراحة والجرأة والحيوية، وبحسب سلمان هادي الطعمة «وقد انعكست هذه المزايا الفريدة في شعره، فجاء ملتهب الالفاظ، صارخ المعاني، لا يعرف المهادنة والتراجع والنكوص. فقد دفعه احساسه بالاوضاع الشاذة المحيطة به إلى تصويرها تصويرًا واقعيًا معبرًا، واخراجها في إطار مؤثر يستلفت الأنظار. هذه العوال والأسباب كلها جعلت من عباس أبو الطوس شاعرًا وطنيًا مرموقًا.»، جاء في معجم البابطين عنه: «شاعر متدفق، فياض العاطفة، قادر على الإطالة وتنوع الموضوعات، في زمنه القصير قال في السياسة، وفي المجتمع، وفي الطبيعة، كما عبر عن عالمه الداخلي، ولكن صوره وتعابيره تحمل طابع مرحلته الأقرب إلى الرومانسية انفعالاً وتمردًا.».

## مؤلفاته
من دواوينه مخطوطة:
- «هدير الشلال»، قصائد سياسية.
- «أغاني الشباب»، في الغزل والوصف.
- «ذكريات»، في ذكريات الحب.
- «النشيد الظافر»، في مديح ورثاء آل البيت.
- «رباعيات»، في أغراض مختلفة.
- «زئير العاصفة»، في ثورة 14 تموز.